# Прогресс мировых рекордов на дистанции 200 метров комплексным плаванием у мужчин в 25-метровом бассейне
Прогресс мировых рекордов на дистанции 200 комплексным плаванием у мужчин в 25-метровом бассейне. В 1992 году был зарегистрирован первый мировой рекорд в плавании на 200 метров комплексным плаванием у мужчин бассейне 25 метров.
Обвал мировых рекордов в плавании в 2008/2009 совпал с введением полиуретановых костюмов от Speedo (LZR, 50 % полиуретана) в 2008 году и Arena (X-Glide), Adidas (Hydrofoil) и итальянского производителя плавательных костюмов Jaked (все 100 % полиуретана) в 2009 году. Запрет ФИНА на плавательный костюм из полиуретана вступил в силу в январе 2010 года.;
Прогресс мировых рекордов на дистанции 200 метров комплексным плаванием у мужчин в 25-метровом бассейне
| Номер | Время     | Имя             | Национальность    | Дата               | Соревнование     | Место                     | Прим.  |
| ----- | --------- | --------------- | ----------------- | ------------------ | ---------------- | ------------------------- | ------ |
| 1     | 1:57.19   | Яни Сивинен     | Финляндия         | 17 января 1992 г.  |                  | Куопио, Финляндия         | [ 2 ]  |
| 2     | 1:56.84   | Яни Сивинен     | Финляндия         |                    |                  |                           | ?      |
| 3     | 1:56.62   | Яни Сивинен     | Финляндия         |                    |                  |                           | ?      |
| 4     | 1:55.59   | Яни Сивинен     | Финляндия         |                    |                  |                           | ?      |
| 5     | 1:54.65   | Яни Сивинен     | Финляндия         |                    |                  |                           | ?      |
| 6     | 1:54.65 = | Цене Аттила     | Венгрия           | 23 марта 2000 г.   | Чемпионат NCAA   | Миннеаполис, США          | [ 3 ]  |
| 7     | 1:53.93   | Джордж Бовелл   | Тринидад и Тобаго | 25 марта 2004 г.   | Чемпионат NCAA   | Ист-Медоу (Нью Йорк), США | [ 4 ]  |
| 8     | 1: 53.46  | Ласло Чех       | Венгрия           | 8 декабря 2005 г.  | Чемпионат Европы | Триест, Италия            | [ 5 ]  |
| 9     | 1:53.31   | Райан Лохте     | США               | 7 апреля 2006 г.   | Чемпионат мира   | Шанхай, Китай             | [ 6 ]  |
| 10    | 1:53.14   | Тьяго Перейра   | Бразилия          | 18 ноября 2007 г.  | Кубок мира       | Берлин, Германия          | [ 7 ]  |
| 11    | 1: 52.99  | Ласло Чех       | Венгрия           | 13 декабря 2007 г. | Чемпионат Европы | Дебрецен, Венгрия         | [ 8 ]  |
| 12    | 1:51.56   | Райан Лохте     | США               | 11 апреля 2008 г.  | Чемпионат мира   | Манчестер, Великобритания | [ 9 ]  |
| 13    | 1:51.55   | Дариан Таунсенд | ЮАР               | 15 ноября 2009 г.  | Кубок мира       | Берлин, Германия          | [ 10 ] |
| 14    | 1:50.08   | Райан Лохте     | США               | 17 декабря 2010 г. | Чемпионат мира   | Дубай, ОАЭ                | [ 11 ] |
| 15    | 1:49.63   | Райан Лохте     | США               | 14 декабря 2012 г. | Чемпионат мира   | Стамбул, Турция           |        |
| 15    | 1:48.88   | Леон Маршан     | Франция           | 1 ноября 2024 г.   | Кубок мира       | Сингапур , Сингапур       |        |

Примечания: # — рекорд ожидает ратификации в FINA; мр — действующий рекорд мира среди взрослых; ер — действующий рекорд Европы среди взрослых; нр — действующий национальный рекорд среди взрослых.
Рекорды в стадиях: к — квалификация; пф — полуфинал; э — 1-й этап эстафеты; эк −1-й этап эстафеты квалификация; б — финал Б; † — в ходе более длинного заплыва; зв — заплыв на время.